# Platónský rok
Platónský rok (též platonský rok) je doba, za kterou nebeský pól (průsečík zemské osy s nebeskou sférou) vykoná v důsledku precese zemské osy uzavřený okruh kolem pólu ekliptiky. Podle NASA trvá přibližně 25 800 let. V astrologii se platónský rok dělí na 12 platónských měsíců (řidčeji eony nebo věky) pojmenovaných podle znamení zvěrokruhu, ve kterých „vstává“ Slunce v den jarní rovnodennosti. Každý z nich trvá přibližně 2150 let. Další měsíc nastává v okamžiku, kdy jarní bod přejde do dalšího znamení.
V současné době žijeme v platónském měsíci znamení Ryb, který začal přibližně na počátku našeho letopočtu a brzy skončí. Různé zdroje uvádějí jako konec platónského měsíce Ryb roky 2012, 2150 a podobně, avšak protože šířka jednotlivých souhvězdí na obloze není stejná (tj. není přesně 30°), nelze přechod do nového souhvězdí stanovit přesně. Z hlediska jmen souhvězdí přejde jarní bod do Vodnáře, zatímco z hlediska jmen znamení zvěrokruhu a různých výpočtů by mohl přejít např. do Býka.